# Rupert Scholz
Pour les articles homonymes, voir Scholz.
Rupert Scholz, né à Berlin le 23 mai 1937, est un homme politique et constitutionnaliste allemand membre de l'Union chrétienne-démocrate d'Allemagne (CDU).

## Biographie
En 1957, il obtient son Abitur. La même année, il commence ses études de droit et de sciences économiques à l'Université libre de Berlin, puis les poursuit à l'Université Louis-et-Maximilien de Munich. Il réussit son premier examen juridique d'État en 1961, et le second en 1967.
Il a obtenu son doctorat de droit en 1966 et son habilitation à diriger des recherches en 1971.
À partir de l'année suivante, il occupe la chaire de droit public à l'Université libre de Berlin. En 1978, il est engagé à Munich et obtient la chaire de droit constitutionnel, droit administratif, science administrative et droit financier.
Depuis 2005, il est professeur émérite, avocat au cabinet Gleiss Lutz. Par ailleurs, il est membre du conseil de surveillance du club de foot Hertha BSC et du conseil d'administration de la fondation Ernst-Freiberger.
Rupert Scholz est marié à la juge fédérale Helga Scholz.

## Vie politique
En 1981, il est nommé sénateur (ministre régional) à la Justice et aux Affaires fédérales de Berlin-Ouest. Deux ans plus tard, il adhère à l'Union chrétienne-démocrate d'Allemagne (CDU).
Élu à la Abgeordnetenhaus de Berlin-Ouest en 1985, Rupert Scholz est nommé ministre fédéral de la Défense le 18 mai 1988, en remplacement de Manfred Wörner, nommé secrétaire général de l'OTAN.
Le 28 août, à la suite du terrible accident aérien survenu sur la base aérienne de Ramstein, il décide l'interdiction de tous les mettings aériens sur le territoire de l'Allemagne de l'Ouest. Par ailleurs, il est le premier ministre fédéral de la Défense ouest-allemand à se rendre à Moscou.
Il est contraint de quitter son poste le 21 avril 1989, à peine onze mois après son entrée en fonction, dans le cadre d'un important remaniement ministériel.
L'année suivante, il est élu député fédéral de Berlin au Bundestag. En 1994, il devient Vice-président du groupe CDU/CSU au Bundestag, puis président de la commission de la Justice en 1998.
Il ne se représente pas aux élections fédérales de 2002 et quitte la vie politique.